# Врублевський Тадеуш
Тадеуш Врублевський (пол. Tadeusz Stanisław Wróblewski, лит. Tadas Vrublevskis, рос. Фаддей Евстафьевич Врублевский; 8 листопада 1858, Вільно — 3 липня 1925, Вільно) — правознавець, адвокат, громадський діяч Віленського краю, бібліофіл.

## Біографія
Тадеуш Врублевський народився 8 листопада 1858 в сім'ї відомого лікаря-гомеопата Євстафія Врублевського, брат польського біохіміка Августина Врублевського. Його дядько Валерій Антоній Врублевський був одним з лідерів січневого повстання в Литві, а згодом генералом Паризької комуни.
З 1877 року навчався в Санкт-Петербурзької Медико-хірургічної академії. У 1880 році за звинуваченням у приналежності до таємної революційної організації в Варшаві був висланий до Тобольської губернії.
У 1886 році закінчив Санкт-Петербурзький університет. У 1891 році повернувся у Вільно, працював адвокатом. Під час Революції 1905—1907 років захищав права її учасників в російських судах. Особливо став відомий захистом на судовому процесі одного із керівників Севастопольського збройного повстання 1905 Петра Шмидта.
У 1912 році у Вільно заснував публічну бібліотеку Врублевських. З 1922 року був членом Литовського наукового товариства. Збирав книги, стародавні рукописи, документи, карти, плани, фотографії, листівки про історію Литви і Вільнюса.
Співпрацював у журналі «Visuomenė». Автор статей з питань статистики, права, історії Вільнюса, землеволодіння в Литві, бібліотекознавства, бібліографії.
Найважливіші книги: «Über die Denkschrift der bedrückten Fremde Völker Russland» (1915), «Naród i samookreślenie narodowe» (1919), «Uwagi o projekcie P. Hymansa» (1921).
Похований на кладовищі Расу.
На його честь названа одна із вулиць у старої частині міста Вільнюс.